# Najum Dov Brayer
Najum Dov Brayer (nacido el 15 de abril de 1959) es el rebe de la dinastía jasídica de Boyan. Es nieto del anterior rebe de Boyan en Nueva York, el Mordejai Shlomo Friedman. En 1984 Brayer fue coronado como rebe de Boyan. Vive en Jerusalén.

## Biografía
Su padre, Menajem Mendel Brayer, fue un profesor de la Biblia judía, educación y filosofía judía en la Universidad Yeshiva. Su madre, Malka, era descendiente del rabinos Yitzchok Friedman y Yisroel Friedman de Ruzhin.  
Tiene un hermano, Yigal Yisroel Avrohom, y una hermana, Nechama Chaya, esposa del rabino Gedalyah Block. El previo rebe de Boyan en Nueva York murió en 1971
y en 1984, después del estudio de la Torá, fue declarado rebe de Boyan.
Es el líder de más de 5,000 jasidim de Boyan. Él se desempeña como presidente de la Yeshivá de Ruzhin en Modín Illit.
Brayer se casó con Shoshana Bluma Reizel Heschel, hija del rabino Meshulam Zusia Heschel.